# Зоо Кутак
Зоо Кутак прихватилиште за животиње се налази у селу Каменица  у Нишавском округу, на неких 12 км од Ниша, удружење "ЗОО Планет"

## О Зоо кутку
Прихватилиште за животиње Зоо Кутак је отворено 2009. године са наменом збрињавања и пружања привременог смештаја повређеним дивљим животињама и младунцима који су остали без родитеља, као и заштићене врсте које су заплењене приликом транспорта, или су чуване без адекватних дозвола, које се након ветеринарске неге и потпуног опоравка враћају у природу.
Од 2013. године оформљен је и простор за едукацију и дружење са животињама, где се кроз креативне радионице и друге активности блиског контакта са животињама одрасли и деца уче о еколошки одговорном понашању и важности очувања животне средине и животињска станишта.
Прихватилиште је једна врста и Зоолошког врта, отвореног типа, где деца могу да виде животиње да их помилују али и да их хране. Улаз се не наплаћује али се донирањем добија храна којом деца хране животиње. У прихватилишту могу да се попију кафа и безалкохолна пића која се не наплаћују већ се даје донација у износу по могућностима и жељи посетиоца.

Поред осталих активности у Зоо кутку се организује и рекреативно јахање за децу.

Удружење има и дежурну Зоо Патролу која по пријави грађана или институција збрињава повређене животиње или врши сакупљање змија и њихово враћање у природна станишта.

## Галерија
- Змија
- Коњић
- Пас
- Рода
- Лане
- Паун
- Коњи
- Птице
- Афрички твор - Феретка

## Очување традиције и обичаја
Поред наведеног једна од активности у новије време је и очување традиције и обичаја овог краја. Ове активности се огледају кроз очување традиционално посуђа као и средстава за борбу из средњовековног доба. У ЗОО кутку је стална поставка експоната. А повреено се организују тематске изложбе и демнострације борби "средњовековних витезова" .  У ту сврху се сваке године одржава Међународни витешки фестивал "Заштитници тврђаве"  уз сарадњу ЗОО Кутка (ЗОО Планет) и Удружења "Змајева грива".

### Галерија очување традиције и обичаја
- Средњовековно посуђе и одећа
- Етно чутурица са футролом ручне израде
- Средњовековне рукавице за борбу
- Етно дрвена шоља ручне израде
- Дрвено етно-посуђе ручне израде